# Strongheart
Etzel von Oeringen (Breslavia, 1 de octubre de 1917-Los Ángeles, 24 de junio de 1929), más conocido como Strongheart, fue un pastor alemán macho que fue una de las primeras estrellas caninas de largometrajes.
Falleció en 1929, producto de un tumor.
Strongheart fue incluido en el Paseo de la Fama de Hollywood el 8 de febrero de 1960. Su estrella está ubicada en 1724 Vine Street.